# گرد اشترانتزن
گرد اشترانتزن (آلمانی: Gerd Strantzen; ۱۲ دسامبر ۱۸۹۷ – ۳۰ اوت ۱۹۵۸) بازیکن هاکی روی چمن اهل آلمان بود.